# ألفارو أربيلوا
ألفارو أربيلوا (بالإسبانية: Álvaro Arbeloa)، لاعب ومدرب كرة قدم إسباني، من مواليد 17 يناير 1983 في سالامانكا في إسبانيا. يُدرب حاليًا ريال مدريد كاستيا.

## المسيرة مع الأندية
بدأ اللاعب مسيرته مع ريال سرقسطة، ثم انتقل إلى ريال مدريد في السادسة عشرة من عمره، لعب في فئات ريال مدريد حتى وصل إلى الفئة B ولعب معهم منذ 2003 وحتى 2006، خاض معهم 50 مباراة وسجل هدفا وحيدا، يذكر أن مدربه وقتها كان رافاييل بينيتيز مدربه السابق مع ليفربول الذي كان يشرف على الفئات العمرية مع ريال مدريد.
وفي 26 يوليو 2006، وقع اللاعب لديبورتيفو لا كورونيا، لعب معهم كجناح أيمن من 2006 إلى 2007 وخاض معهم 20 مباراة دون أن يسجل أي هدف معهم.
وفي 31 يناير 2007، وقع أربيلوا لنادي ليفربول الإنجليزي بقيمة صفقة تصل إلى 4 ملايين يورو، وحصل ريال مدريد على 50% من قيمة الصفقة، لعب مع الليفر حتى 2009. خاض معهم 66 مباراة وسجل معهم هدفين، أول مباراة له مع الفريق كانت في 10 فبراير ضد نادي نيوكاسل يونايتد، ودخل كبديل لبينانت في تلك المباراة، كما أنه خاض أول مباراة له في دوري الأبطال ضد نادي برشلونة الأسباني، ولعب وقتها كظهير أيسر كحالة استثنائية لإيقاف ليونيل ميسي حسب خطة رافايل بينيتيز، وبالفعل، فقد ساعد أربيلوا فريقه على الفوز على البرشا ب2-1 في الكامب نو. سجل هدفه الأول مع ليفربول ضد ريدينج الإنجليزي في 7 أبريل 2007. ساعد أربيلوا فريقه على الوصول إلى نهائي الأبطال أمام نادي ميلان الإيطالي، ودخل بديلا في اللقاء عندما كان فريقه متأخرا ب2-1. في الموسم الذي يليه غير أربيلوا رقمه من 2 إلى 17 متابعا مسيرته الناجحة مع النادي أمام تشلسي ومانشستر يونايتد. وفي 2009 متابعا مسيرته الرائعة في البريميرليج حائزا على ثقة المدرب بينيتيز.
وفي 29 يوليو 2009، أنتقل ألفارو أربيلوا رسميا إلى ريال مدريد لمدة 5 سنوات بصفقة تصل إلى 4 ملايين يورو.

## المسيرة الدولية
بعد أن سطع نجم اللاعب في صفوف منتخب ناشئي إسبانيا، بلعبه مع فئات تحت17، تحت19، تحت20 على التوالي، خاض «اربيلوا» أول مباراة دولية في صفوف المنتخب الأول في اذار/مارس عام 2008 في مباراة ودلية ضد إيطاليا. وبعد أشهر قليلة احرز ميدالية ذهبية جراء فوز منتخب بلاده بكأس أوروبا 2008 على الرغم من انه خاض مباراة واحدة فقط في النهائيات.
لعب مع المنتخب الأسباني في كأس القارات 2009 ثلاث مباريات لم يسجل خلالها أي هدف ودون أن يتلقى أي إنذار، لعب بمركز الظهير الأيسر وأثبت كفاءته فيه.

## الإنجازات

### ريال مدريد
- الدوري الاسباني :
  - البطل (1): 2011–12.
- كأس السوبر الإسباني :
  - البطل (1): 2012
- كأس ملك إسبانيا :
  - البطل (2): 2010–11، 2013–14.
- دوري أبطال أوروبا :
  - البطل (2): 2014، 2016.
- كأس السوبر الأوروبي :
  - البطل (1): 2014.
- كأس العالم للأندية :
  - البطل (1): 2014.

## روابط خارجية
- ألفارو أربيلوا على موقع IMDb (الإنجليزية)
- ألفارو أربيلوا على موقع الاتحاد الدولي (مؤرشف)  (الإنجليزية)
- ألفارو أربيلوا على موقع الاتحاد الأوربي (الإنجليزية)
- ألفارو أربيلوا على موقع قاعدة بيانات كرة القدم.إي يو (الإنجليزية)
- ألفارو أربيلوا على موقع ناشيونال فوتبول تيمز (الإنجليزية)
- ألفارو أربيلوا على موقع Soccerbase.com (لاعب) (الإنجليزية)
- ألفارو أربيلوا على موقع Soccerway.com (الإنجليزية)
- ألفارو أربيلوا على موقع عالم كرة القدم.نت (الإنجليزية)
- ألفارو أربيلوا على موقع AS.com (الإسبانية)